# Луана Волнович
Луана Волнович (26 вересня 1979 , Ріо-де-Жанейро ) — аргентинська політолог та політик (партія справедливості), виконавчий директор Програми комплексної медичної допомоги (PAMI), найбільшої агенції державного медичного страхування Аргентини (з 12 грудня 2019 року), народний депутат Аргентини (2015-2019), обрана в провінції Буенос-Айрес.

## Раннє життя та освіта
Луана Волнович народилася 26 вересня 1979 року в Ріо-де-Жанейро у Бразилії, в родині аргентинських батьків, які були заслані під час останньої громадянсько-військової диктатури в Аргентині (1976—1983). Сім'я повернулася до Аргентини в 1989 році. Волнович навчалася та здобула диплом з політичних наук в Університеті Буенос-Айреса (UBA). Вона також має ступінь доктора філософії з управління державною політикою та контролю на Латиноамериканському факультеті соціальних наук (FLACSO).
Під час навчання в УБА вона разом з економістом Іваном Хейном була співзасновником Centro de Estudios Politicos (CEP; «Центр політичних досліджень»).

## Політична кар'єра
Волнович стала одним із засновників La Cámpora, одного з молодіжних крил Фронту за перемогу . У 2014 році, під час президентства Крістіни Фернандес де Кіршнер, Волнович була призначена національним директором з розширення та посилення прав на освіту в Міністерстві освіти. Її адміністрація бачила впровадження схем соціальної допомоги в галузі освіти Progresar та FinEs .
На парламентських виборах 2015 року Волнович була 12-м кандидатом у списку Фронту за перемогу до Палати депутатів Аргентини в провінції Буенос-Айрес . Список набрав 37,38 % голосів, і Волнович було обрано. Вона склала присягу 10 грудня 2015 року Будучи депутатом, Волнович проголосувала проти пенсійної реформи адміністрації Маурісіо Макрі у 2017 році та внесла законопроєкт про її скасування після того, як він був прийнятий у Палату. Вона також проголосувала за законопроєкт про добровільне переривання вагітності, який дозволив би легалізувати аборти в Аргентині, але був скасований Сенатом 8 серпня 2018 року .
Вона була переобрана на парламентських виборах 2019 року, цього разу як другий кандидат у списку Frente de Todos під керівництвом Серхіо Масси . Вона була легко переобрана, але так і не була приведена до присяги, оскільки 12 грудня 2019 року новий президент Альберто Фернандес її призначив виконавчим директором PAMI. Її місце в Палаті депутатів замінила Хімена Лопес.

## Особисте життя
Луана Волнович перебувала у стосунках з економістом Іваном Гейном до його смерті в 2011 році. У неї є син.